# Philip Sturley
Philip Oliver Sturley CB MBE QCVSA FRAeS (* 9. Juli 1950) ist ein ehemaliger britischer Luftwaffenoffizier der Royal Air Force, der zuletzt im Range eines Generalleutnants (Air Marshal) zwischen 2003 und 2005 Chef des Stabes der Alliierten Luftstreitkräfte der NATO in Nordeuropa AIRNORTH (Allied Air Forces North) war.

## Leben

### Pilotenausbildung
Sturley trat nach dem Besuch des St Ignatius’ College in Enfield am 23. Dezember 1968 als Berufssoldat (Permanent Commission) in die Royal Air Force ein und absolvierte anschließend mit ein Studium an der University of Southampton, das er am 1. August 1971 mit einem Bachelor of Science (B.Sc.) abschloss. Zwischenzeitlich wurde er am 15. Juli 1971 zum Leutnant (Pilot Officer) befördert, wobei die Beförderung auf den 15. Oktober 1969 zurückdatiert wurde. Im Anschluss begann er am 1. August 1971 seine fliegerischer Grundausbildung am Royal Air Force College Cranwell, der Offiziersschule der RAF und wurde dort am 15. Januar 1972 zum Oberleutnant (Flying Officer) befördert, wobei diese Beförderung ebenfalls auf den 15. April 1970 zurückdatiert wurde. Aufgrund seiner Ausbildungsleistungen wurde ihm beim Abschluss des RAF College Cranwell der Ehrendolch (Sword of Honour) verliehen.
Am 1. August 1972 begann Sturley seine weitere Pilotenausbildung an der No. 4 Flying Training School RAF auf dem Militärflugplatz RAF Valley und wurde dort am 15. Oktober 1972 auch zum Hauptmann (Flight Lieutenant) befördert. Ab dem 1. April 1973 absolvierte er eine weitere Ausbildung im taktischen Luftkrieg bei der No. 234 Squadron RAF auf dem Luftwaffenstützpunkt RAF Chivenor. Daran schloss sich nach dem 1. Dezember 1973 der Besuch des 23. McDonnell Douglas F-4 Phantom II-Lehrgang bei der No. 228 Operational Conversion Unit RAF auf der Luftstreitkräftebasis RAF Coningsby an.

### Verwendungen als Offizier und Stabsoffizier
Anschließend wurde Sturley am 1. Juli 1974 Pilot von McDonnell Douglas F-4 Phantom II-Kampfflugzeugen bei der ebenfalls auf RAF Coningsby stationierten No. 41 (Fighter) Squadron RAF, die für taktische Luftaufklärung (tactical reconnaissance) eingesetzt wurde. Am 1. November 1976 wurde er zur No. 228 Operational Conversion Unit RAF auf dem Stützpunkt RAF Lossiemouth versetzt, wo er auf SEPECAT Jaguar-Jagdbombern geschult wurde. Nach Abschluss dieser Zusatzausbildung wurde er am 2. Februar 1977 Pilot von SEPECAT Jaguar-Jagdbombern bei der zu den Luftstreitkräften in der Bundesrepublik Deutschland (RAF Germany) gehörenden No. 2 (Army Co-operation) Squadron RAF auf dem Militärflugplatz RAF Laarbruch.
Nach seiner Beförderung zum Major (Squadron Leader) am 1. Januar 1980 wurde Sturley am 10. März 1980 Luftwaffenvertreter im Hauptquartier des I. Britischen Korps in Bielefeld. Für seine dortigen Verdienste wurde er am 14. Juni 1980 mit der Queen’s Commendation for Valuable Service (QCVSA) ausgezeichnet. Anschließend kehrte er am 5. Februar 1982 zum Luftwaffenstützpunkt RAF Laarbruch zurück und wurde dort Fliegerischer Kommandeur der No. 2 (Army Co-operation) Squadron RAF. Er besuchte ab dem 25. Mai 1984 einen Lehrgang am Joint Services Defence College (JSDC) in Greenwich und wurde dort am 1. Juli 1984 zum Oberstleutnant (Wing Commander) befördert. Anschließend übernahm er am 30. November 1984 den Posten als Leiter der Einsatzbesprechungsgruppe im Hauptquartier des Luftwaffenangriffskommandos (RAF Strike Command) und wurde knapp einen Monat später am 31. Dezember 1984 Member des Order of the British Empire (MBE).
Sturley übernahm am 13. März 1987 seinen ersten Befehlsposten, und zwar als Kommandeur (Commanding Officer) der No. 2 (Army Co-operation) Squadron RAF auf dem Luftwaffenstützpunkt RAF Laarbruch. Am 1. Januar 1989 kehrte er nach Großbritannien zurück und befasste sich dort im Verteidigungsministerium mit Studien zur Zukunft der RAF für den damaligen Chef des Luftwaffenstabes (Chief of the Air Staff), Air Chief Marshal Peter Harding. Während dieser Zeit wurde er am 1. Juli 1989 zum Oberst (Group Captain) befördert und wurde anschließend am 6. Oktober 1989 Leiter der Abteilung Einsatzbesprechung und Koordination im Luftwaffenstab.
Am 10. Januar 1992 wurde Sturley Kommandeur des Luftwaffenstützpunktes RAF Cottesmore sowie in Personalunion Kommandant des dortigen Tri-National Tornado Training Establishment (TTTE), ein Panavia Tornado-Ausbildungsverband Großbritanniens, Deutschlands und Italiens. 1993 wurde er Fellow der Royal Aeronautical Society (FRAeS). Danach wurde er am 13. Juli 1993 Verbindungsoffizier der NATO bei den Schutztruppen der Vereinten Nationen im ehemaligen Jugoslawien UNPROFOR (United Nations Protection Force).

### Aufstieg zum Air Marshal
Nach seiner dortigen Beförderung zum Air Commodore am 1. Januar 1994 wurde Sturley am 12. September 1994 Sekretär des NATO-Militärausschusses, dessen Vorsitzender zunächst der britische General Richard Vincent und anschließend seit 1996 der deutsche General Klaus Naumann war.
Am 1. Januar 1998 wurde Sturley zum Generalmajor (Air Vice Marshal) befördert und übernahm anschließend als Senior Air Staff Officer (SASO) den Posten als Chef des Stabes des RAF Strike Command sowie in Personalunion als Kommandeur AOC (Air Officer Commanding) der No. 38 Group RAF. In beiden Funktionen löste er Air Vice Marshal David Hurrell ab. Während dieser Zeit wurde er am 31. Dezember 1999 Companion des Order of the Bath (CB). Am 1. April 2000 wurde die No. 38 Group RAF aufgelöst. In dieser Funktion übergab ihm der Präsident von Lockheed Martin Aerospace Systems, Tom Burbage, 1999 das Logbuch für die das erste ausgelieferte Transportflugzeug vom Typ Lockheed Martin C-130J Super Hercules.
Daraufhin wurde Sturley am 1. September 2000 Nachfolger von Air Vice Marshal Jock Stirrup stellvertretender Chef des Luftwaffenstabes (Assistant Chief of the Air Staff) und verblieb in dieser Funktion bis zu seiner Ablösung durch Air Vice Marshal David Walker am 6. Oktober 2003.
Zuletzt wurde Sturley am 28. Oktober 2003 Chef des Stabes der Alliierten Luftstreitkräfte der NATO in Nordeuropa AIRNORTH (Allied Air Forces North). Während dieser Verwendung wurde er drei Tage später am 31. Oktober 2003 zum Generalleutnant (Air Marshal) befördert und verblieb auf dem Posten als Stabschef von AIRNORTH bis zu seinem Ausscheiden aus dem aktiven Militärdienst am 1. Oktober 2005. Zudem wurde er am 1. Oktober 2004 Pilot der No. 5 Air Experience Flight RAF auf dem Luftwaffenstützpunkt RAF Wyton, wo er sich für die Royal Air Force Air Cadets mit der Ausbildung von Nachwuchspiloten befasste.
Nach seinem Eintritt in den Ruhestand wurde Sturley am 2. Oktober 2005 Angehöriger der Freiwilligenreserve der Luftstreitkräfte RAFVR (Royal Air Force Volunteer Reserve) und übernahm am 20. Dezember 2011 außerdem den Posten als Ehren-Air Commodore des zur Freiwilligenreserve RAuxAF (Royal Auxiliary Air Force) gehörenden No. 2624 (County of Oxford) Squadron RAF Regiment. 2012 wurde er ferner Companion des Chartered Management Institute (CCMI).